# Agneta Hemert
Katja Agneta Hemert, född 4 juli 1944 i Malmö, är en svensk målare och tecknare.
Hemert studerade vid Hovedskous målarskola i Göteborg 1959–1961 och vid Konstindustriskolan i Göteborg 1962–1964 samt Konstskolan Forum i Malmö 1976–1981. Separat har hon ställt ut på bland annat Ystads konstmuseum, Galleri Estetica i Malmö, Höganäs museum och i Lunds domkyrkas krypta samt medverkat i samlingsutställningar med Skånes konstförening, Art Fair i Stockholm, Liljevalchs vårsalong och på Krognoshuset i Lund. Bland hennes offentliga arbeten märks utsmyckningar vid Lasarettet i Lund, Trelleborg lasarettet och Länsarbetsnämnden i Kristianstad. Hon arbetar med kraftfulla penseldrag och intensivt pålagda färgytor samtidigt som hon kombinerar detta i målningarna med enkla finmejslade blyertsteckningar. Hemert är representerad vid Malmö museum, Ystads konstmuseum, Statens konstråd, Göteborgs konstnämnd, Malmöhus landsting, Kristianstads kommuns konstsamling, Östergötlands landsting och Laholms teckningsmuseum.